# Анген
Анген (на френски: Enghien) е град в Югозападна Белгия, окръг Соани на провинция Ено. Населението му е около 12 000 души (2006).